# De Havilland Venom
de Havilland Venom var ett brittiskt stridsflygplan utvecklat ur de Havilland Vampire. Prototypen flög första gången 2 september 1949 och ett antal beställdes av brittiska flygvapnet som jakt- och bombflygplan. Venom hade vapenbalkar under vingarna där bomber, raketer eller fälltankar kunde monteras. Totalt tillverkades över 900 Venoms och den exporterades till sex olika länder, bland annat Sverige.

## Utveckling
År 1948 började de Havilland att undersöka olika vägar att utveckla Vampiren. Det mest uppenbara sättet var att förse den med en starkare motor, i det fallet en de Havilland Ghost i stället för den tidigare de Havilland Goblin. Mer synliga skillnader var en vinge med rak bakkant och svept framkant i stället för Vampirens trapetsoid-formade vingar samt bränsletankar på vingspetsarna. Venom fick också förstärkta vapenbalkar för att kunna bära dubbelt så stor bomblast som Vampire.
Ghost-motorn testades i en ombyggd Vampire F.1 innan prototypen DH 112 var färdig. Prototypen gjorde sin jungfruflygning 2 september 1949 och de första serieproducerade flygplanen togs i tjänst 1952. Nattjaktversionen flög första gången 22 augusti 1950 och togs i tjänst 1953, något fördröjt av problem med vingbalkarna som behövde förstärkas. Nattjaktversionen blev ganska kortlivad och ersattes redan 1957 av Gloster Javelin. I Sverige flög den ytterligare några år innan den ersattes av J 32 Lansen 1960. År 1962 togs även jaktbombversionen ur tjänst och ersattes av Hawker Hunter.
de Havilland utvecklade även en marin version av Venom kallad Sea Venom. Den motsvarade flygvapnets nattjaktversion, men hade dessutom vikbara vingar, bromskrok och katapultfästen. Tre prototyper byggdes och utprovades under 1951. Den första versionen fick beteckningen FAW.20 av flottan. En förbättrad version med förstärkt landställ, katapultstolar, ny radar och starkare motor fick beteckningen FAW.21. Några av dessa byggdes om för elektronisk krigföring med beteckningen ACM.21. Ytterligare en förbättrad version med Ghost 105-motor och möjlighet att bära Firestreak-robotar fick beteckningen FAW.22. En ytterligare förbättrad variant med svepta vingar projekterades, men flottan valde att i stället satsa på den kraftfullare de Havilland Sea Vixen. Sea Venom blev den mest långlivade varianten och var i tjänst fram till 1970.

## Användning

### Storbritannien
De första Venom-flygplanen togs i tjänst 1952 och inom några år hade de satts in i strid mot den kommunistiska gerillan i Malaya under Malayakrisen. En division Venoms lånades också ut till det nyzeeländska flygvapnet där de flögs av No.14 Squadron. Både Venoms och Sea Venoms användes under Suezkrisen 1956 för attackuppdrag från baser på Cypern och från hangarfartyg i Medelhavet mot mål i Egypten. Därefter har Venoms använts i strid under Adenkrisen och Mau-Mau-upproret i Kenya. Flottans Sea Venoms sattes också in mot EOKA-gerillan på Cypern 1958.

### Sverige

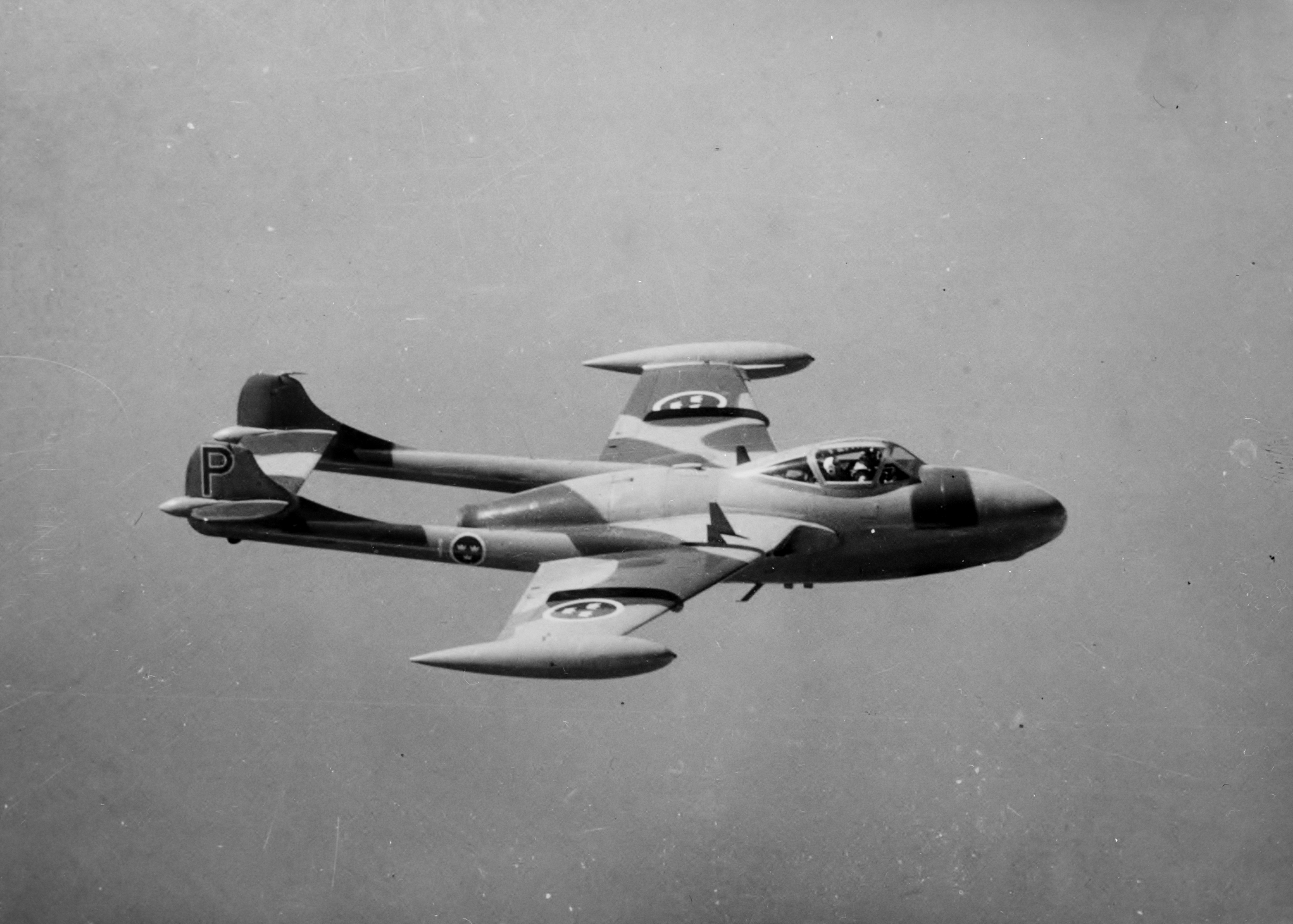
En J 33 tillhörande Västmanlands flygflottilj (F 1) i luften.

Mellan  1953 och 1960 tjänstgjorde de Havilland Venom NF.51 i Flygvapnet som nattjaktflygplan med beteckningen J 33. De första planen anlände till Västmanlands flygflottilj (F 1) i Västerås 1952 och utrustades med svenska licenstillverkade RM 2A-motorer. Flygvapnet beställde 60 tvåsitsiga flygplan, men individ 33014 havererade under leveransflygningen. J 33 fasades ur krigsorganisationen 1960. Flygplanssystemet ersattes av J 32B Lansen i rollen som allvädersjakt.
Fyra individer (33015, 33022, 33025, 33041) blev civilregistrerade och flögs av Svensk flygtjänst vid Robotförsöksplats Norrland (RFN) där de nyttjades främst som målflygplan. En av dessa, SE-DCD (33025) står  utställd på Flygvapenmuseum i sin ursprungliga målning som en J 33. SE-DCA (33015) finns utställd på Västerås Flygmuseum i civil version.

## Varianter
- DH 112 – Prototyp

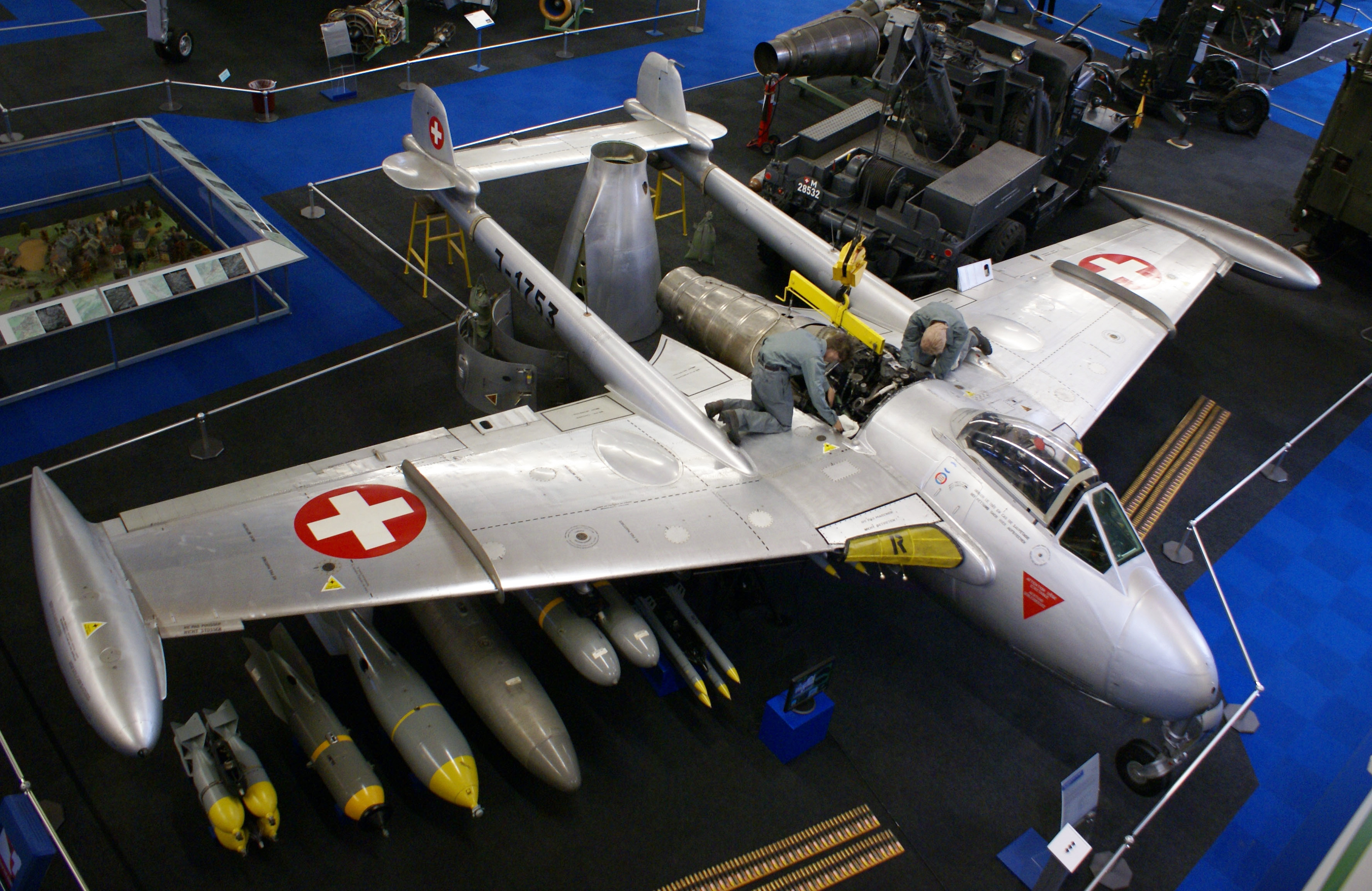
En Schweizsk Venom FB.54 på Flieger-Flab Museum i Dübendorf.

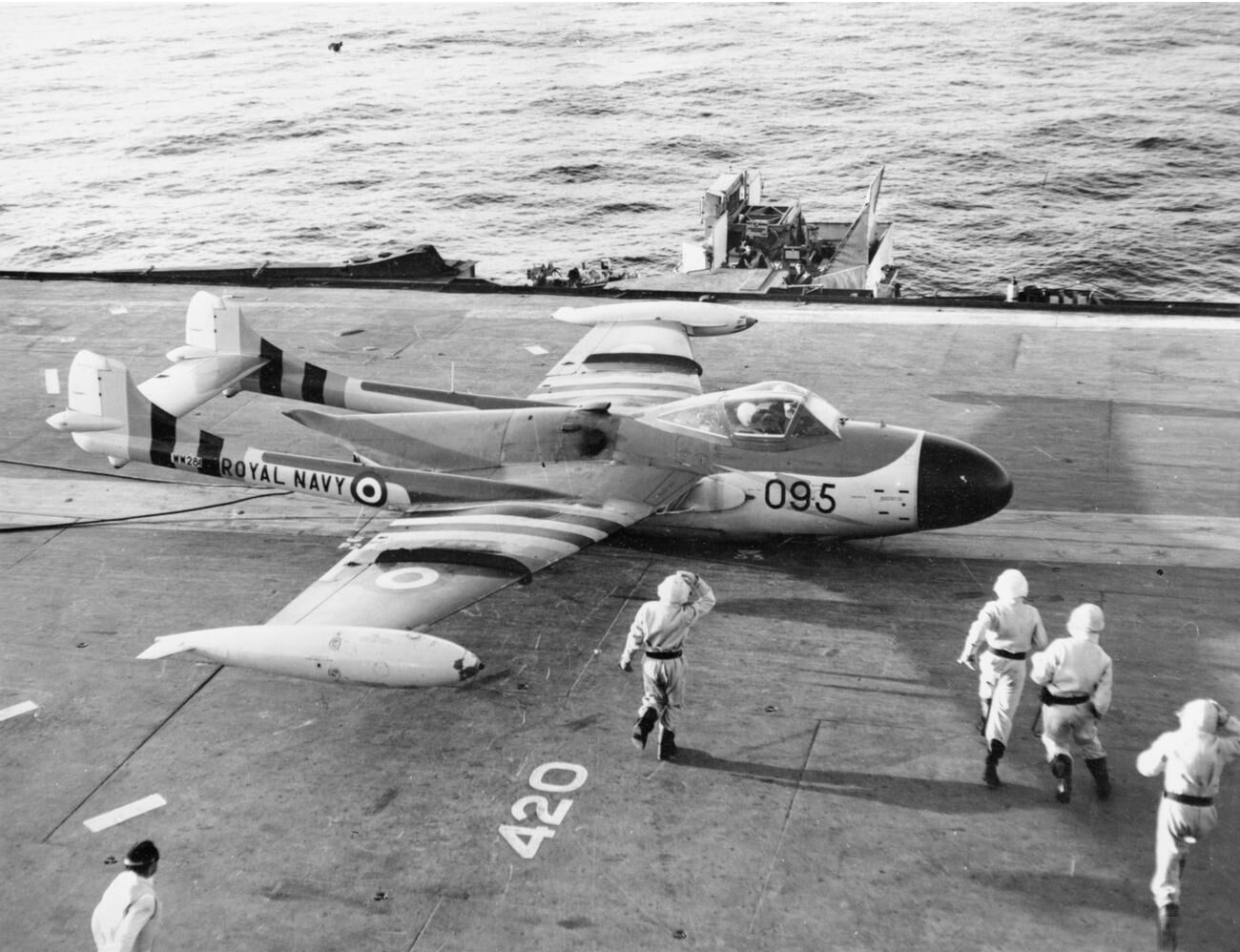
En Sea Venom har nödlandat på efter att ha skadats av luftvärnseld under Suezkrisen.

- FB.1 – Ensitsigt jaktbombflygplan, första produktionsserien. 375 byggda.
- NF.2 – Tvåsitsigt nattjaktflygplan med radar. 91 byggda.
- NF.2A – Modifierad NF.2 med förstärkt vingbalk.
- NF.3 – Modifierad NF.2 med Ghost 104-motor, katapultstolar och ny radar.
- FB.4 – Ensitsigt jaktbombflygplan, andra produktionsserien med katapultstol, servostyrning och förstärkta vingar.
- NF.20 – Prototyp för Sea Venom med vikbara vingar, landningskrok och katapultkrok. 3 byggda.
- FAW.20 – Produktionsmodell av Sea Venom motsvarande NF.2A. 50 byggda.
- FAW.21 – Förbättrad version av Sea Venom med kraftigare landningsställ, ny radar, katapultstolar och Ghost 104-motor. 167 byggda.
- ECM.21 – Version av Sea Venom för elektronisk krigföring. 6 ombyggda från FAW.21.
- FAW.22 – Version av Sea Venom med Ghost 105-motor. 39 byggda.
- FB.50 – Exportversion av FB.1 tillverkad för Irak och Schweiz. 15 byggda.
- NF.51 – Exportversion av NF.2A tillverkad för Sverige. 60 byggda.
- FAW.53 – Exportversion av Sea Venom tillverkad för Australien. 39 byggda.
- FB.54 – Exportversion av FB.4 tillverkad för Schweiz och Venezuela. 22 byggda.
- Aquilon 20 – Exportversion av Sea Venom för Frankrike. 29 Byggda.
- Aquilon 202 – Sea Venoms med katapultstolar och amerikansk AN/APQ-65 radar tillverkade på licens av SNCASE för Frankrikes flotta. 50 byggda.
- Aquilon 203 – Förbättrad version med AN/APQ-94 radar och jaktrobotar. 40 byggda.
- Aquilon 204 – Dubbelsitsig skolversion. 6 byggda.
- S 33 – Förslagen spaningsversion av J 33. Skulle haft radar och kameror.[1]